# エド・リード
エド・リード（Ed Reed (Edward Earl Reed Jr.), 1978年9月11日- ）は、ルイジアナ州セントローズ出身のアメリカンフットボール選手。2002年から2013年まで12シーズン、ボルチモア・レイブンズなどでプレーした。ポジションはフリーセイフティ。2010年1月、NFL2000年代のオールディケイドチームに選ばれた。
プロボウルに9回選出され2004年にはNFL最優秀守備選手賞を受賞した。また2008年にはNFL記録となる107ヤードのインターセプトリターンTDをあげている。現在最も優れたセイフティの1人である。 
またリーグに加入以来、彼は相手チームの攻撃をフィルムスタディにより暗記するために学んでいることが知られている。第47回スーパーボウルで優勝を味わった。

## 経歴

### 高校時代
ルイジアナ州デストレハンにある公立高校に進学した彼はディフェンシブバック、キックリターナーとして州のオールチームに選ばれると共にNew Orleans Times-Picayuneから最優秀守備選手に選ばれた。
3年次には83タックル、7インターセプト、3ファンブルフォース、12パスブロックをあげると共にランニングバック、クォーターバックとしても起用された。パントリターンでも3TDをあげている。またバスケットボール、野球、やり投でも優れた成績を残した。

### 大学時代
マイアミ大学に進学した彼は大学でも優れたディフェンス選手であることを証明し2001年チームは全米チャンピオンとなった。
2000年、2001年と彼はオールアメリカンに選抜され、2001年には9インターセプトで209ヤードをリターン（大学記録であり、その年全米トップのリターンヤード）し3TDをあげた。2001年彼はフットボールニュースより全米最優秀守備選手に選ばれ、ジム・ソープ賞の3人のファイナリスト、ブロンコ・ナグルスキー賞の12人のセミファイナリストに残った。
大学時代にあげた21インターセプト、インターセプトリターン389ヤード、5インターセプトTDはいずれも大学記録となった。また4年間のキャリアでパントブロックに4回成功している。やり投でもビッグ・イースト・カンファレンスのチャンピオンとなった。
2001年彼はリベラル・アーツの学位を取得して大学を卒業した。彼はレジー・ウェインとルームメートであった。

### ボルチモア・レイブンズ
大学卒業後、2002年のNFLドラフト1巡目全体24位でボルチモア・レイブンズに指名されて入団した。この年、彼は全試合に先発出場し85タックル、5インターセプトをあげた。翌2003年には71タックル、7インターセプトをあげてプロボウルに初めて選ばれた。
2004年、彼はリーグ最多の9インターセプトでNFL記録となる358ヤードをインターセプトリターンし、AP通信よりNFL最優秀守備選手に選ばれた。 彼の記録は2009年にダレン・シャーパーに更新されるまで残った。この年プロボウルでも史上唯一のパントブロックリターンTDをあげている。2005年、足首の負傷で10試合しか出場できず37タックル、1インターセプトに終わったが2006年、60タックル、5インターセプトをあげて再びプロボウルに選ばれた。2007年は39タックル、7インターセプトをあげてプロボウルでもタイ記録となる2インターセプトをあげた。
2008年11月23日のフィラデルフィア・イーグルス戦ではNFL記録となる107ヤードのリターンTDをあげて、自己記録の106ヤードを更新した。このインターセプトをしたとき彼が着ていたジャージはプロフットボール殿堂入りしている。2009年のマイアミ・ドルフィンズとのAFCワイルドカードプレーオフではレギュラーシーズンでわずか7回しかインターセプトのないチャド・ペニントンから2インターセプトを奪い1TDをあげた。現在まで彼はポストシーズン7試合で7インターセプトをあげている。 
2008年にはNFLトップの9インターセプトをあげ、オールプロの選出で唯一満票で選ばれた。2009年9月、彼はスポーティングニュースマガジンにより2000年代オールディケイドチームに選ばれた。
2009年12月にでん部と脚の付け根の負傷により4試合欠場しレギュラーシーズン最終戦に復帰した。そしてインディアナポリス・コルツとのディビジョナルプレーオフではペイトン・マニングのパスを2回キャッチした。しかし1回はリターン中に相手WRピエール・ガーソーンのヒットを受けてファンブル、もう1回はチームメートのコーリー・アイビーのパスインターフェアランスの反則でインターセプトとはならなかった。
オフにでん部の手術を行い2010年シーズン開幕から6試合以上欠場することとなった。その後チームに復帰した彼は11月21日のカロライナ・パンサーズ戦で通算50個目のインターセプトを達成した。12月26日に行われたクリーブランド・ブラウンズ戦では自身10度目となるマルチインターセプトを達成、20-10の勝利に貢献しAFC守備部門の週間MVP（5度目の選出）に選ばれた。また開幕から6試合に欠場したもののプロボウルの先発選手にも選ばれた。
2011年シーズンもプロボウルに選ばれたが、複数箇所に故障を抱えていることから出場を辞退している。
2012年、58タックル、4インターセプトを記録、チームは第47回スーパーボウルに進出し、サンフランシスコ・フォーティナイナーズを34-31で破り、優勝を果たした。
彼があげている61インターセプトはレイブンズ記録となっており、1試合のインターセプトリターンヤード記録となる150ヤードをマークしている。
これまでに13TD（パントブロックリターンTD3回、パントリターンTD1回、ファンブルリターンTD2回、インターセプトリターンTD7回）をあげている。パントブロック、パントリターン、ファンブルリターン、インターセプトリターンでTDをあげたのはNFL史上彼のみである。

### レイブンズ退団後
2013年3月、ヒューストン・テキサンズと3年契約を結んだ。ボルチモア・サンに、ファンへの謝意を示すとともに、今後も自身の財団がボルチモアで活動していくことを伝えた。この年開幕から精彩を欠き、第9週のインディアナポリス・コルツ戦では2003年以来となるベンチスタートとなった。11月12日にテキサンズから解雇された。7試合の出場でわずか16タックルに終わった。テキサンズから解雇された理由について、彼は11月14日に、ウェイド・フィリップスディフェンスコーディネーターに原因があったと発言した。
テキサンズから解雇された2日後の11月14日に、かつてレイブンズでディフェンスコーディネーターであったレックス・ライアンがヘッドコーチのニューヨーク・ジェッツと契約を結んだ。11月17日のバッファロー・ビルズ戦で加入後初出場した。12月8日の第14週、オークランド・レイダース戦ではマット・マグロインからインターセプトをあげた。
2014年はどのチームでもプレーをせず、翌2015年5月6日、現役引退を発表した。
現役引退後はバッファロー・ビルズでコーチを務めた。